# Арно Джум
Арно Сючюин Джум (на френски: Arnaud Sutchuin Djoum) е камерунски футболист, полузащитник, който играе за Хартс.

## Кариера
Джум започва кариерата си във ФК Брюксел през сезон 2006/07. Записва 12 мача и 1 гол за белгийския клуб. След това преминава в Андерлехт, но не успява да се наложи. През януари 2009 г. е трансфериран в Рода, за които има 119 мача за период от 5 години.
След като напуска полския клуб Лех Познан в началото на 2015 г., се присъединява към шотландския Хартс през септември 2015 г. Вкарва първия си гол за клуба при загубата с 1:2 от Селтик през октомври 2015 г. След като се адаптира към новия си отбор, бързо се утвърждава сред титулярите.